# João Hipólito de Morais
Dom João Hipólito de Morais (13 de agosto de 1924 — 7 de novembro de 2004) foi um bispo católico brasileiro de Lorena.
Ele cursou o ensino fundamental em Queluz, o ensino médio em Taubaté e fez Teologia e Filosofia no Seminário Central do Ipiranga, em São Paulo. Foi ordenado padre em agosto de 1951 em Lorena. Como padre, Dom João andava pelas ruas de Lorena de moto evangelizando. Dom João Hipólito de Moraes foi o sexto Bispo da Diocese de Lorena, ficando no cargo por 23 anos. Faleceu depois de ter uma hemorragia interna em 2004 com 80 anos.